# 武吉知馬自然保護區
武吉知馬自然保護區（英語：Bukit Timah Nature Reserve），位於新加坡武吉知馬山的山麓之上，是佔地1.64 km2（410 acre）的小型自然保護區。它距離新加坡市中心僅12 km（7.5 mi），地理上差不多位處新加坡的正中央。和毗鄰的中央集水區自然保護區一起，兩者共有超過840種植物和500種動物，是新加坡僅存和最大的原始雨林之一。這雨林保護區於2011年10月18日被列為東協遺產公園。

## 外部連結

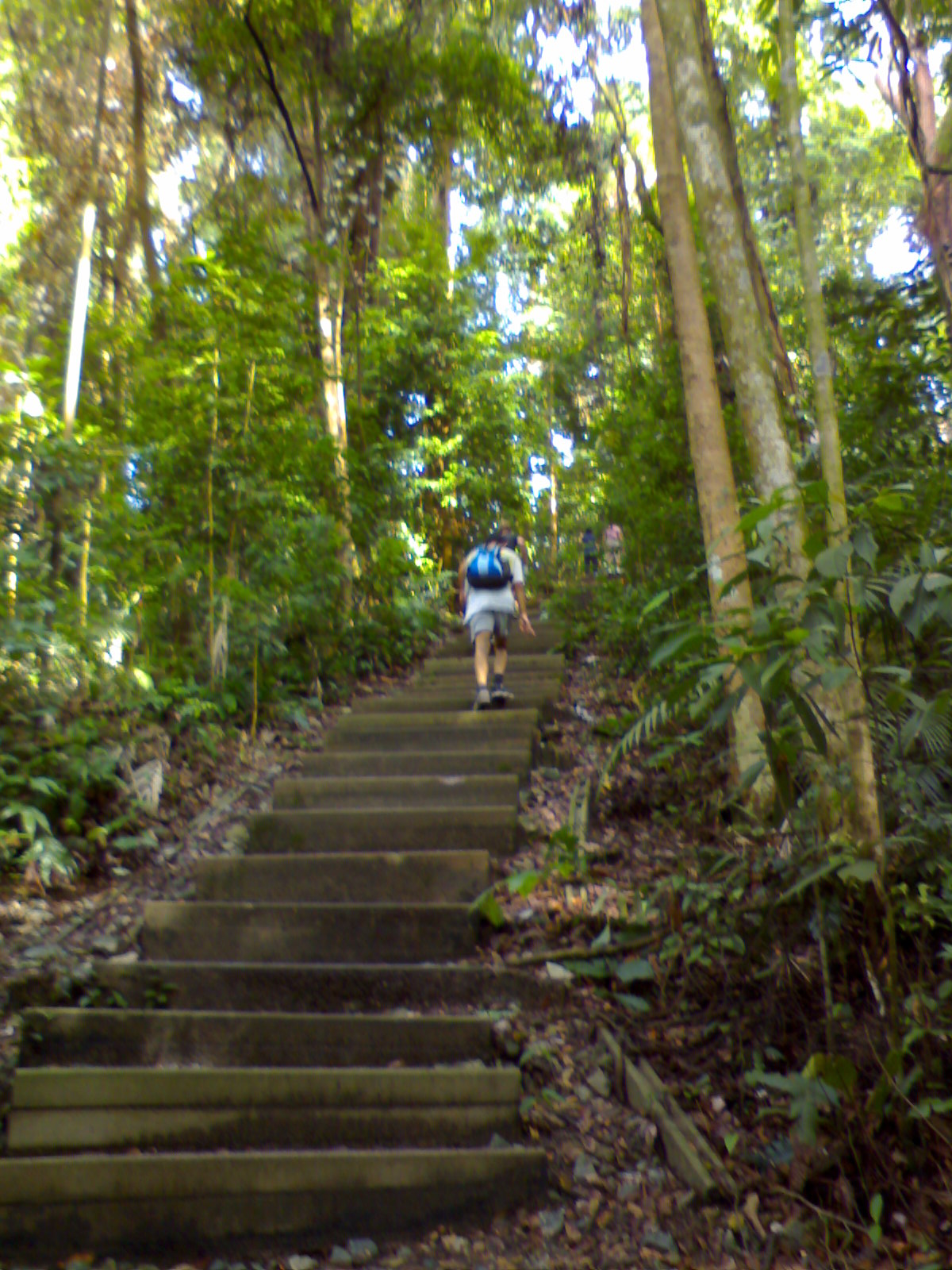
步行至武吉知馬的梯級

- Bukit Timah Nature Reserve （页面存档备份，存于）
- Infopedia, Bukit Timah Nature Reserve[] (National Library Board)
- National Biodiversity Centre, Singapore[永久]
- Ecology Asia, Bukit Timah Nature Reserve （页面存档备份，存于）